# ویلیام تالمن (بازیگر)
ویلیام تالمن (انگلیسی: William Talman; ۴ فوریهٔ ۱۹۱۵ – ۳۰ اوت ۱۹۶۸) هنرپیشه، بازیگر تلویزیون، بازیگر سینما، فیلم‌نامه‌نویس، و بازیگر تئاتر اهل ایالات متحده آمریکا بود.
از فیلم‌ها یا برنامه‌های تلویزیونی که وی در آن نقش داشته‌است می‌توان به کوچیکه از تگزاس اشاره کرد.